# ホーホー寺
『ホーホー寺』（ホーホーじ）は、フジテレビジョンの深夜特番枠で放送された日本のバラエティ番組。

## 概要
正式名称は『不マジメ坊主のよもやま話!ホーホー寺』。ワタナベエンターテインメント製作の番組であり、出演者も同事務所に所属している、ザブングル、我が家、ハライチの3組となっている。
他人に伝わらない持論や、自分だけが気付いたこと、そんな取るに足らない「よもやま話」を寺の本尊の前でトークし合う。納得できる話が出ると、本尊のフクロウが「ホーホー」と鳴き、逆に失礼な発言や、あまりにも酷い話の場合は、話し手がフクロウに叩かれる。

## 出演者
- ザブングル
- 我が家
- ハライチ

## ネット局
| 放送対象地域   | 放送局             | 放送日         | 放送時間            | 備考                         |
| -------------- | ------------------ | -------------- | ------------------- | ---------------------------- |
| 関東広域圏     | フジテレビ         | 2010年6月18日  | 25時35分 - 26時35分 | 制作局                       |
| 新潟県         | 新潟総合テレビ     | 2010年7月5日   | 25時30分 - 26時30分 |                              |
| 岡山県・香川県 | 岡山放送           | 2010年7月6日   | 25時30分 - 26時35分 |                              |
| 福島県         | 福島テレビ         | 2010年7月14日  | 25時15分 - 26時15分 |                              |
| 宮崎県         | テレビ宮崎         | 2010年7月15日  | 24時38分 - 25時38分 | FNS・NNN・ANN クロスネット局 |
| 石川県         | 石川テレビ         | 2010年7月19日  | 25時05分 - 26時05分 |                              |
| 福岡県         | テレビ西日本       | 2010年8月8日   | 24時25分 - 25時25分 |                              |
| 岩手県         | 岩手めんこいテレビ | 2010年9月5日   | 24時25分 - 25時25分 |                              |
| 近畿広域圏     | 関西テレビ         | 2010年9月28日  | 25時19分 - 26時20分 |                              |
| 広島県         | テレビ新広島       | 2010年10月27日 | 24時35分 - 25時35分 |                              |
| 鹿児島県       | 鹿児島テレビ       | 2010年12月21日 | 25時00分 - 26時00分 |                              |
| 中京広域圏     | 東海テレビ         | 2011年1月6日   | 27時10分 - 28時10分 |                              |
| 宮城県         | 仙台放送           | 2011年1月7日   | 24時45分 - 25時45分 |                              |
| 北海道         | 北海道文化放送     | 2011年6月17日  | 25時50分 - 26時50分 |                              |

## スタッフ
- 企画：渡辺ミキ
- ナレーター：滝口淳平
- 編成：熊谷剛（フジテレビ）
- 構成：北本かつら、若井優介、若林寛朗
- 技術：中市友
- SW：大嶋徹
- CAM：村野哲也
- VE：郡司洋
- AUD：村脇昭一
- LD：岩村信夫
- 美術：木村文洋
- デザイン：矢野沙耶花
- 美術進行：今野隆之
- 大道具製作：大野智子
- 大道具操作：古川竜二
- 衣装：佐藤泰代
- メイク：溝口純子
- CG：デジタルマーケット
- 編集：岡本広、中川直喜
- MA：和光康彦
- 音響効果：山口晃司
- オフライン：落合英之
- TK：本田悦子
- AD：杉山武士
- FD：西岡奈美
- 演出：稲村健
- プロデューサー：中間恒、河田宣正、馬場淳之
- 制作協力：ワタナベエンターテインメント、共同テレビ
- 製作：フジテレビ